# Xu Jie (szermierz)
Xu Jie (chiń. 许杰; ur. 6 stycznia 2002) – chiński florecista, srebrny medalista mistrzostw świata.
W 2019 roku zdobył brąz w indywidualnej rywalizacji kadetów na mistrzostwach świata juniorów w Toruniu.
Podczas mistrzostw świata w Mediolanie w 2023 roku Chińczycy w składzie: Chen Haiwei, Mo Ziwei, Wu Bin i Xu Jie zdobyli srebrny medal w zawodach drużynowych. W rywalizacji indywidualnej zajął tam 63. miejsce.
W 2024 roku wziął udział w Letnich Igrzyskach Olimpijskich w Paryżu, gdzie w rywalizacji indywidualnej florecistów odpadł w pierwszej walce, a w turnieju drużynowym zajął piąte miejsce.
Ponadto zdobył srebro drużynowo na igrzyskach azjatyckich w Hangzhou w 2022 roku.